# Barbarušince
Barbarušince (cyr. Барбарушинце) – wieś w Serbii, w okręgu pczyńskim, w mieście Vranje. W 2011 roku liczyła 53 mieszkańców.